# Myosotis traversii
Myosotis traversii är en strävbladig växtart som beskrevs av Joseph Dalton Hooker. Myosotis traversii ingår i släktet förgätmigejer, och familjen strävbladiga växter.

## Underarter
Arten delas in i följande underarter:
- M. t. cantabrica
- M. t. cinerascens